# Беркшир-Хилс
Беркшир-Хилс (англ. Berkshire Hills) — горы в Аппалачах, находятся в северо-западном Коннектикуте и западном Массачусетсе к востоку от хребта Таконик. На севере на границе с Вермонтом Беркшир-Хилс переходят в Зелёные горы.
Высота возвышенности — до 866 м (Крам-Хилл). Беркширс — также и культурный регион. В XVIII веке королевский губернатор Френсис Бернард назвал район в честь своего родного графства.
Район Беркшир-Хилс часто посещают туристы.
Склоны гор покрыты лесом. Наиболее крупные реки региона — Хусатоник, Хусик, Фармингтон.